# Isopsera furcocerca
Isopsera furcocerca är en insektsart som beskrevs av Chen, B. och Xiangwei Liu 1986. Isopsera furcocerca ingår i släktet Isopsera och familjen vårtbitare. Inga underarter finns listade i Catalogue of Life.